# Alhambra
Alhambra (arabsko الْحَمْرَاء, DIN Al-Ḥamrā', slovensko "rdeča"), točneje Kalat Alhambra (arabsko الْقَلْعَةُ ٱلْحَمْرَاءُ, DIN‎ Al- Al-Qal'at al-Ḥamrā', slovensko "rdeča trdnjava"), je utrjen palačni kompleks, ki so ga v 14. stoletju zgradili granadski emirji v Granadi v sedanji avtonomni skupnosti Andaluziji v južni Španiji. 
Na njenem mestu je bila že leta 889 zgrajena majhna utrdba, ki so jo kasneje večinoma opustili, dokler ni sredi 13. stoletja prvi emir Granadskega emirata Mohamed I. Ibn Nasr (1238–1272)  na njenem mestu zgradil obzidja in svoje palače. Granadski sultan Jusuf I. (1333–1354) jo je leta 1333 preuredil v kraljevo palačo.
Palača je bila sedež Ziridov, zadnje muslimanske dinastije na Iberskem polotoku, in njihovega dvora. Po rekonkvisti Izabele I. Kastiljske in Ferdinanda II. Aragonskega leta 1492, sta del palače zasedla oba monarha. Palačo Karla V. je znotraj nasridskega obzidja leta 1527 zgradil cesar Svetega rimskega cesarstva Karel V.
Alhambra je zaradi slabega vzdrževanja začela propadati, dokler je niso v 19. stoletju odkrili evropski znanstveniki in popotniki in jo začeli obnavljati. Zaradi izjemne islamske arhitekture, kasneje zgrajenih krščanskih palač in urejenih vrtov je ena od največjih in najbolj obiskanih španskih znamenitosti. Leta 1984 je bila vpisana na Unescov seznam svetovne kulturne dediščine.
Mavrski pesniki so jo opevali kot "niz biserov med smaragdi", s čimer so namigovali na zgradbe in zelen gozd okoli njih. Palačni kompleks je zgrajen v več tehnikah na vrhu griča, ki so zahtevale veliko strokovnega znanja. V parku Alameda de la Alhambra so Mavri poleg trave in divjega cvetja zasadili vrtnice, pomarančevce in mirto. Njegova posebnost je gost nasad angleških brestov,  ki jih je leta 1812 prinesel prvi wellingtonski vojvoda Arthur Wellesley. Tekoča voda za ribnike, slapove in fontane priteka po 8 km dolgem kanalu, ki je v samostanu  Jezusa del Valle nad Granado povezan z reko Darro. 
Alhambra je kljub dolgoletnemu zanemarjanju, vandalizmu in občasnih neprimernih restavratorskih posegih ostala netipičen primer muslimanske umetnosti z dokaj majhnim neposrednim bizantinskim vplivom, kakršnega najdemo na primer na kordovski Veliki mošeji. Večina zgradb je četverokotne oblike s prostori, ki se vsi odpirajo na osrednje dvorišče. K njim so postopoma dozidavali nove četverokotne zgradbe, grajene po istem načelu, in jih s starimi povezali z majhnimi prostori in hodniki. Vsi novozgrajeni deli so bili dosledno skladni z načelom "raj na zemlji". Stebrišča, fontane, tekoča voda in ribniki zato tvorijo estetsko in funkcionalno celoto.  
Palačni kompleks je zgrajen v mudéjarskem slogu, ki je značilne zahodnoevropske arhitekturne elemente interpretiral na islamski način in je bil zelo priljubljen med rekonkvisto. Okrasje praviloma sestavljajo arabski napisi, arabeske in poslikane keramične ploščice.

## Načrt
Alhambra ni imela idejnega načrt za celoten kompleks, zato njena celotna postavitev ni smiselno organizirana. Je posledica številnih gradbenih faz in dozidav: od prvotne trdnjave iz 9. stoletja, do muslimanskih palač iz 14. stoletja, palače iz 16. stoletja Karla V.. Nekatere stavbe so na med seboj nenavadno pozicionirane. Terasa ali planota, na kateri Alhambra stoji meri 740 metrov v dolžino in 205 metrov na najširšem delu. Razprostira se v smeri zahod-severozahod proti vzhod-jugovzhod in pokriva površino okoli 142.000 kvadratnih metrov. Najbolj zahodnjaška značilnost Alhambre je Alcazaba (citadela, Fortifikacija) in predstavlja močno utrjen položaj. Preostali del planote obsega številne mavrske palače, obdane z utrjenim zidom, s trinajstimi stolpi, nekateri so obrambni in nekaterih razgledni za prebivalce. Reka Darro, ki teče skozi sotesko na severu, deli planoto okrožja Albaicin. V dolini Assabica je Alhambra Park na zahodu in jugu, poleg te doline poteka skoraj vzporedno greben Monte Mauror, ki jo loči od okrožja Antequeruela. Še ena grapa jo loči od Generalife.

## Arhitekturni detajli
Dekoracijo znotraj palače zaznamujejo ostanki mavrskega gospostva v Španiji in uvedba veliko andaluzijske umetnosti v zadnjem obdobju v Granadi. Z malo bizantinskega vpliva sodobne abassidske arhitekture, so umetniki neskončno reproducirali enake oblike in trende, ki so ustvarjali nov slog, ki se je razvil tekom dinastije Nasrid. Nasridi so prosto uporabljali vse stilistične elemente, ki so bili ustvarjeni in razviti v osmih stoletjih muslimanske vladavine na polotoku, vključno s kalifskim podkvastim lokom, almohadsko sebko (mreža rombov), almoravidske palmete in edinstvene kombinacije njih, kakor tudi novosti, kot so pompozni loki in muqarnas (stropna dekoracija kot stalaktiti). Izolacija od ostalega islama ter trgovskih in političnih odnosov s krščanskimi kraljestvi je vplivala tudi na gradbene sloge.
Stebri in muqarnas se pojavljajo v več sobah, notranjost številnih palač je okrašena z arabeskami in kaligrafijo. Arabeske za notranje prostore pripisujejo med drugim sultanom iz Granade Yusufu I., Mohamedu V. in Ismailu I..
Po krščanski osvojitvi mesta leta 1492 so osvajalci začeli spreminjati Alhambro. Vidne dele so prebelili, poslikave in pozlato zabrisali, pohištvo umazali, raztrgali ali odstranili. Karel I. (1516-1556) je obnovil del v renesančnem slogu in uničil večji del zimske palače, da bi naredil prostor za strukture v renesančnem slogu, kar ni bilo nikoli zaključeno. Filip V. (1700-1746) je poitalijančil sobe in zaključil svojo palačo v sredini, kjer je bila stavba mavrska; pozidal je stene in z njimi blokiral cele apartmaje.
V naslednjih stoletjih so mavrsko umetnost še naprej uničevali. Leta 1812 so nekatere izmed stolpov uničili Francozi pod poveljstvom grofa Sebastianija. Leta 1821 je potres povzročil nadaljnjo škodo. Restavratorska dela so bila izvedena leta 1828, ki jih je vodil arhitekt José Contreras, financiral pa do leta 1830 Ferdinand VII.. Po smrti Contrerasa leta 1847 je nadaljeval njegov sin Rafael (umrl 1890) in njegov vnuk.

## Zgodovina
Končana proti koncu muslimanske oblasti v Španiji z Jusuf I. (1333-1353) in Mohamed V. Granadski, sultan Granade (1353-1391), je bila Alhambra je odraz kulture zadnjih stoletij mavrske vladavine Al Andaluz, zmanjšana na emirat Nasrid. To je kraj, kamor so se umetniki in intelektualci zatekli pred rekonkvisto španskih kristjanov. Alhambra združuje naravne lastnosti mesta z zgrajenimi objekti in vrtovi in je dokaz  mavrske kulture v Španiji in spretnosti muslimanskih, judovskih in krščanskih rokodelcev, obrtnikov in graditeljev njihove dobe. Dobeseden prevod Alhambra, "rdeča (ženska), odraža barvo rdeče gline okolice iz katere je utrdba narejena. Zgradbe Alhambre so bile v nekem obdobju pobeljene, a so danes stavbe po sanaciji spet rdečkaste. Drug možen izvor imena je rodovna označba dinastije Nasrid, znane kot Banu al-Ahmar v arabščini: Rdeči sinovi (moški), pod-rodu plemena Qahtanite Banu Khazraj. Eden od zgodnjih prednikov Nasridov je imel vzdevek Yusuf Al Ahmar (Yusuf rdeči) in s tem je del (Nasridov) Banu Khazraj prevzel ime Banu al Ahmar.
Prvič je Qal'at Al Hamra omenjen v zvezi z boji med Arabci in Muladiejci (ljudje mešanega arabsko-evropskega porekla) v času vladavine Abdullaha ibn Muhammada (888-912). V enem posebej ostrem in krvavem spopadu so Muladiejci porazili Arabce, ki so bili nato prisiljeni se zateči v primitivni rdeči grad, ki se je nahajal v provinci Elvira, danes v Granadi. Po ohranjenih dokumentih iz obdobja, je bil rdeči grad precej majhen in njegovo obzidje ni bilo sposobno odvračati napadov. Grad je bil nato v veliki meri prezrt do enajstega stoletja, ko so bile njegove razvaline obnovljene. Obnovil jih je Samuel ibn Naghrela, vezir emirja Badis ben Habusa iz dinastije Zirid Al Andaluz, v poskusu, da bi ohranil majhno judovsko naselje, ki se je prav tako nahajalo na naravni planoti Sabikah.
Ibn Nasr, ustanovitelj dinastije Nasridov, je bil prisiljen pobegniti v Jaén, da bi se izognil preganjanju kralja Ferdinanda III. Kastiljskega in podpornikom rekonkviste, ki so želeli končati mavrsko oblast v Španiji. Po umiku v Granado, se je Ibn-Nasr naselil v palači Badis ben Habus v Alhambri. Nekaj mesecev kasneje se je začela gradnja nove Alhambre, primerne za prebivališče sultana. Po arabskem rokopisu,  objavljene, kot Anónimo de Granada y Copenhague,
Leta 1238 se je Abdallah ibn al-Ahmar povzpel na kraj imenovan "Alhambra" da ga pregleda, določi temelje gradu in določi nekoga, ki bo odgovoren za njegovo izgradnjo.
Zasnova je obsegala načrte za šest palač, od katerih je pet združenih v severovzhodnem kvadrantu, ki tvori kraljevo četrtino, dva vezna stolpa in številna kopališča. V času vladavine dinastije Nasrid se je Alhambra preoblikovala v mesto palatin, skupaj z namakalnim sistemom, ki so ga sestavljali acequias (potoki, kanali) za vrtove Generalife, ki so se nahajali zunaj trdnjave. Pred tem je bila stara Alhambra odvisna od deževnice zbrane v cisternah in od tega, kar je lahko dobila od Albaicín. Oblikovanje sultanovega kanala je utrdila identiteto Alhambre kot mesto palač in ne kot obrambno in asketsko strukturo.
Muslimanski vladar Mohamed XII. iz Granade je leta 1492 predal Granadski emirat brez Alhambre, ki so jo napadle sile kralja Ferdinanda II. Aragonskega in kraljice Izabele I. Kastiljske.

## Pregled
Alhambra, s svojo trojno vsebino kot grad, palača in stanovanjski prostori za podrejene, spominja na veliko srednjeveško krščansko trdnjavo. Alcazaba ali trdnjava je njen najstarejši del, ki je bil zgrajen na izoliranem in prepadnem rtu, ki se konča na planoto na severozahodu. Vse kar je ostalo, so njene masivne zunanje stene, stolpi in obzidje. Na stolpu Torre de la Vela, visokem 25 m, je visela zastava Ferdinanda in Izabele kot simbol španske osvojitve Granade 2. januarja 1492. Kupola z velikim zvonom je bila doda v 18. stoletju in obnovljena, potem ko so jo prizadele strele leta 1881. Alcazaba je bila palača mavrskih vladarjev, Nasridska palača ali stara Alhambra, zunanja - Zgornja Alhambra, je bila prvotno zasedena z uradniki in dvorjani.
Dostop od mesta do parka Alhambra omogočajo Puerta de las Granadas (vrata granatnih jabolk), slavolok datira iz 15. stoletja. Strm vzpon vodi mimo stebra Karla V., vodnjak so postavili leta 1554, do glavnega vhoda v Alhambro. To so Puerta de la Justicia (Vrata pravice), masivni podkvast obok premošča kvadratni stolp in so jih Mavri uporabljali kot neformalno sodišče. Roka Fatime, s prsti iztegnjenimi kot talisman proti zlobnemu očesu, je vklesana nad temi vrati na zunanji strani; ključ, simbol oblasti, zavzema ustrezno mesto v notranjosti. Ozek prehod navznoter vodi do Plaza de los Aljibes (trg cisterne), širok odprt prostor, ki deli Alcazabo od mavrske palače. Na levi strani prehoda se dviga Torre del vino (stolp vina), zgrajen leta 1345 in se je uporabljal v 16. stoletju kot klet. Na desni je palača Karla V., ki je manjša renesančna stavba, za gradnjo katere so morali del Alhambre, tudi originalni glavni vhod, podreti.

### Kraljevi kompleks
Kraljevi kompleks je sestavljen iz treh glavnih delov: Mexuar, Serallo in harem. 
Mexuar ima skromno opremo in je hiša funkcionalnih območij za gospodarjenje in upravljanje. Za dekoriranje površin v Mexuarju  so uporabili trakaste vzorce. Stropi, tla in oblazinjenje so iz temnega lesa in so v ostrem nasprotju z belimi, mavčnimi stenami.
Serallo, zgrajen v času vladavine Jusufa .I v 14. stoletju, vsebuje Patio de los Arrayanes (dvorišče Myrtles). Živobarvna notranjost kaže dado plošče, jeseríja, azulejo, cedrovino in artesonado. Artesonado so zelo dekorativni stropi in drugi leseni predmeti. 
Harem je tudi bogato opremljen in vsebuje stanovanja za žene in ljubice monarhov. To področje vsebuje kopalnico s tekočo vodo (hladno in toplo), kopeli s pritiskom vode za prhanje. Kopalnice so bile odprte z elementi, da bi bile svetle in zračne.

### Dvorišče Mirt
Sedanji vhod v Palacio Arabe ali Casa Real (mavrska palača) je preko majhnih vrat, od koder hodnik povezuje Patio de los Arrayanes (dvorišče mirt), imenovano tudi Patio de la alberca (dvorišče blagoslova ali dvorišče ribnika), iz arabščine birka - bazen. Birka je pomagal ohladiti palačo in deloval kot simbol moči. Ker je vode običajno primanjkovalo, je bila potrebna tehnologija, da se je ta obdržala v bazenih. To dvorišče je 42 m dolgo in do 22 m široko, v centru je velik ribnik z marmornim tlakovanjem, poln zlatih ribic ter mirto, ki raste ob straneh. Na severni in južni strani so galerije; južna galerija je 7 m visoka in podprta z marmornimi stebri. Pod njo je bil na desni strani glavni vhod in nad njim tri okna z loki in miniaturnimi stebri. Od tega dvorišče se vidijo stene Torre de se Comares , ki se dvigajo nad strehe na severu in se odražajo v ribniku.

### Dvorana veleposlanikov
Salón de los Embajadores (Dvorana veleposlanikov) je največja v Alhambri in zavzema vse Torre de Comares. To je pravokotna soba 12 m dolga, medtem ko je središče kupole na 23 m visoki stranici. To je bila velika sprejemna soba s prestolom sultanaa nasproti vhoda. Projektivelike palače zagotavlja pogled v treh smereh. V tem smislu je "Mirador" (razgledišče), iz katerega lahko prebivalci palače vidijo navzven na okoliško pokrajino.  Ploščice so skoraj 1,2 m visoke vse okrogle,  barve se razlikujejo v intervalih. Nad njimi je serija ovalnih medaljonov z napisi, prepletenih s cvetovi in listi. Dvorana ima devet oken, tri na vsaki fasadi in strop okrašen z belimi, modrimi in zlatimi vstavki v obliki krogov, kron in zvezd. Stene so prekrite z različnimi štukaturami, ki obkrožajo številne starodavne grbe.

### Dvorišče levov z vodnjakom
Dvorišče levov (Patio de los Leones) je podolgovato dvorišče, 35 m dolgo in 20 m široko, obdano z nizkimi galerijami podprtimi s 124 belimi marmornatimi stebri. NA vsakem kraku dvorišča je paviljon s filigransko okrašenimi zidovi in svetlo kupolasto streho. Dvorišče je tlakovano z barvnimi ploščicami, stebrišče je iz belega marmorja, stene pa so obložene do 1,5 m višine z modrimi in rumenimi ploščicami, z obrobo zgoraj in spodaj z emajlirano modro in zlato. Stebri, ki podpirajo streho in galerije so nepravilno postavljeni. Okrašeni so z različnimi listi in drugim okrajem, na vsakem loku obstaja velika kvadratna štukatura z arabeskami, več stebrov je še dodatno filigransko obdelano.

#### Vodnjak levov
Na sredini dvorišča je Vodnjak levov z bazenom iz alabastra s figurami dvanajst levov v belem marmorju, ki niso namenjene kiparski natančnosti, ampak kot simbol moči in suverenosti. Vsako uro en lev bruha vodo iz gobca.  Na robu velikega vodnjaka je napisana pesem Ibn Zamrak. Ta opeva lepoto vodnjaka in moč levov, pa tudi svoj genialni hidravlični sistem in kako so dejansko delali, da so ustvarili sistem kot ga vidimo. 

### Dvorana Abencerrajes
Sala de los Abencerrajes (dvorana Abencerrages) je dobila ime po legendi, po kateri oče Boabdil, zadnji sultan Granade, potem ko je povabil načelnike na banket, vse pobije. Ta soba je popoln kvadrat z vzvišeni kupolo in mrežastimi okni v bazi. Streha je urejena v modri, rjavi, rdeči in zlati, stebri, ki jo podpirajo pa izstopajo v obliki loka na izredno lep način. Nasproti tej dvorani je Sala de las dos Hermanas (dvorana dveh sester), tako imenovana zaradi dveh belih marmornih plošč v delu tlaka. Ti plošči merita 500 krat 220 cm. Na sredini je vodnjak in streha - kupola preprežena z drobnimi celicami različnih oblik. Pravijo da je samo stalaktitov okoli 5000.

### Generalife
Od obrobnih stavb priključenih Alhambri je zanimiva še Palacio de Generalife ali Gineralife (muslimansko Jennat al Arif, "Vrt Arif," ali "Vrt arhitekta"). Ta vila datira v začetek 14. stoletja, vendar je bila večkrat obnovljena. Villa de los Martires (Vila mučenikov), na vrhu Monte Mauror, obeležuje s svojim imenom krščanske sužnje, ki so bili prisiljeni graditi Alhambro in tukaj zaprti v podzemeljskih celicah.  Torres Bermejas (Stolpi Vermilion), tudi na Monte Mauror, so dobro ohranjena mavrska utrdba, s podzemnimi cisternami, hlevi in nastanitvenimi prostori za 200 moških. Več rimskih grobnic so odkrili leta 1829 in 1857 ob vznožju Monte Mauror.

### Drugi prostori
Med drugimi značilnostmi Alhambre so Sala de la Justicia (Dvorana pravice), Patio del Mexuar, Patio de Daraxa in Peinador de la Reina (soba kraljice), v katerih je podobna arhitektura in dekoracija. Palača in Zgornja Alhambra vsebuje tudi kopeli, spalnice in poletne sobe, galerijo šepetanja in labirint ter obokane grobnice.
Originalno pohištvo palače predstavlja znamenita vaza, ki je zelo velika vaza in naj bi stala v nišah, primer Hispano-Mavrske posode iz leta 1320 in spada v prvo obdobje mavrskega lončarstva. Je 1,3 m  visoka, ozadje je belo, dekoracija je modra, bela in zlata.

## Vpliv

### V literaturi
Deli naslednjih romanov so postavljeni v Alhambra:
- Washington Irving Tales of the Alhambra. To je zbirka esejev, besednih skic in zgodb. Irving je živel v palači, ko je pisal knjigo in je bila ključna pri ponovni predstavitvi mesta zahodni publiki.
- Salman Rushdie The Moor's Last Sigh
- Amin Maalouf Leo africanus, ki prikazuje rekonkvisto Granade s strani katoliških monarhov.
- Philipp Gregory The Constant Princess, ki prikazuje Catalino, infantinjo Španije, kakor je živela v Alhambri, ko so bili njeni starši v Granadi.
- Federico García Lorca igra Doña Rosita the Spinster
- Paulo Coelho je Alchemist
- Ali Smith The Accidental

### V glasbi
Ballet-héroïque z naslovom Zaïde, Reine De Grenade, ki ga je napisal francoski baročni skladatelj Joseph-Nicolas-Pancrace Royer (okoli 1705-1755).
Alhambra se neposredno kaže v skladbi kot je znamenita študija tremolo za kitaro Recuerdos De La Alhambra Francisco Tarrega.
Claude Debussy delo za dva klavirja iz 1901, Lindaraja in uvod, La Puerta Del Vino, iz druge knjige preludijev sestavljenih 1912-1913
Isaac Albéniz je napisal klavirsko suito Recuerdos De viaje, ki vsebuje del imenovan "En La Alhambra", medtem ko njegova suita Iberia vsebuje del z imenom "El Albacin". Albéniz je komponiral tudi Suite Alhambra, vendar je nedokončana.
"En Los Jardines Del Generalife", prvi stavek Nnoches En Los Jardines De España Manuel de Falla. 
Drugi skladatelji, kot so Ruperto Chapí (Los Gnomos De La Alhambra, 1891), Tomás Breton in mnogi drugi so vključeni v tok skladateljev Alhambrismo. 
Leta 1976 je režiser Christopher Nupen posnel The Song Of The Guitar v Alhambri; bil je enourni program, nastopal je legendarni španski kitarist Andres Segovia.
Britanski skladatelj Julian Anderson je napisal orkestralni del Alhambra Fantasy.
V pop in ljudski glasbi je Alhambra predmet Ghymes pesem z istim imenom. Rock skupina Grateful Dead je izdala pesem z naslovom Terrapin Station (1977) in album z istim imenom. Sestavljena je iz niza manjših skladb, ki jih je napisal Robert Hunter, uglasbil pa Jerry Garcia. Lirski del te zbirke je bil imenovan "Alhambra.
V septembru 2006 je kanadska pevka / skladatelj Loreena McKennitt nastopala v Alhambri. Nastal je video posnetek premierno PBS in so jih kasneje izvedli kot 3-disk DVD / CD - niz imenovan Nights From The Alhambra.
Baskovska pop skupina Mocedades je izvedla pesem, ki se imenuje "Juntos En La Alhambra".
Alhambra je naslov EP posnetka kanadske rock skupine, The Tea Party, ki vsebuje akustične verzije nekaj svojih pesmi.
Alhambra in Albaicín so navedeni v Mago de Oz pesem z imenom "El Paseo De Los Tristes" iz albuma z naslovom Gaia II.

### V matematiki
Ploščice v Alhambri so izjemne v tem, da vsebujejo skoraj vse, če ne vse, od sedemnajstih matematično možnih tapetnih grup.  To je edinstven dosežek v svetovni arhitekturi. Obisk M.C. Escherja leta 1922 in študija mavrske uporabe simetrije v ploščicah Alhambre, je navdihnila njegovo kasnejše delo.

### V filmu
Marcel L'Herbier je 1921 v filmu El Dorado mnoge prizore streljanja posnel v in okoli palače Alhambra. To je bilo prvič, da je bilo dovoljeno streljati v notranjosti palače Alhambra. S svojimi vrtovi, fontanami in geometrijskimi arhitekturnimi vzorci je postala najbolj nepozabna podoba filma.
Animirani filmi španskega režiserja Juan Bautista Berasategui kot Ahmed El Principe De La Alhambra in El Embrujo Del Sur temeljijo na zgodbah v pripovedkah Washington Irving Of The Alhambra.

### V astronomiji
Glavni asteroidni pas je pod imenom Alhambra.

## Galerija
- Dvorišče v palači Karla V.
- Panoramski pogled
- Panoramski pogled ponoči
- Mocárabes (stalaktiti) ali satovje
- Vodnjak levov
- Dvorišče levov
- Dvorišče levov
- Detajl pogled proti stropu, zlata soba
- Alhambra ponoči
- Bazen v palači El Partal
- Svetlobni efekt v dvorišču levov
- Obiskovalci v palači Comares
- Detajl zidu